# 澳門教科文中心
澳門教科文中心（葡萄牙語：Centro UNESCO de Macau）是位於澳門新口岸新填海區宋玉生廣場403至439號的一座建築物；該建築物於1998年6月29日由澳門總督韋奇立將軍揭幕，中心作為澳門基金會設立的澳門教科文中心之文娛設施，曾經在2009年至2012年間閉館，但已於2012年12月15日重新開放。

## 歷史

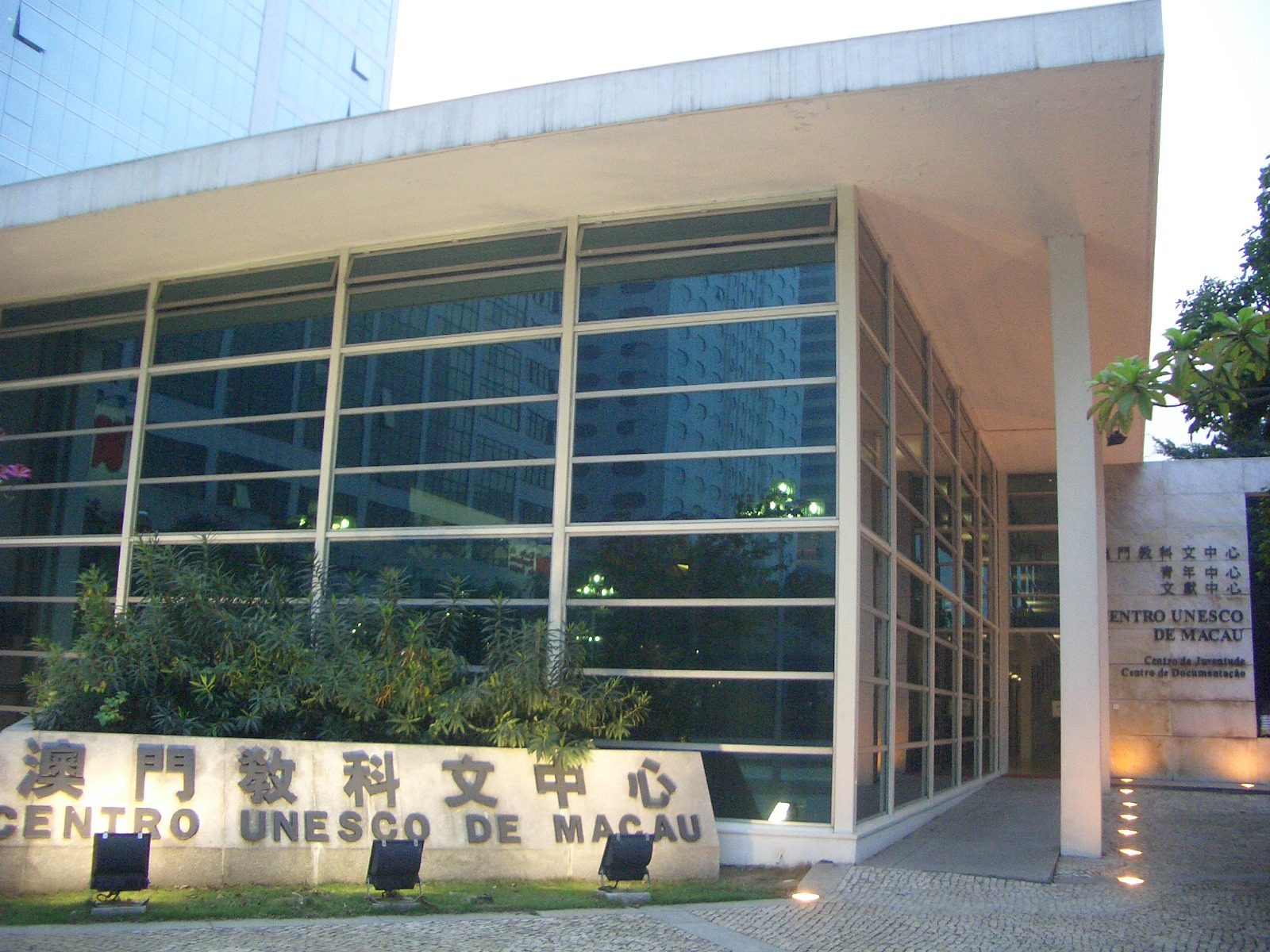
2006年的教科文中心

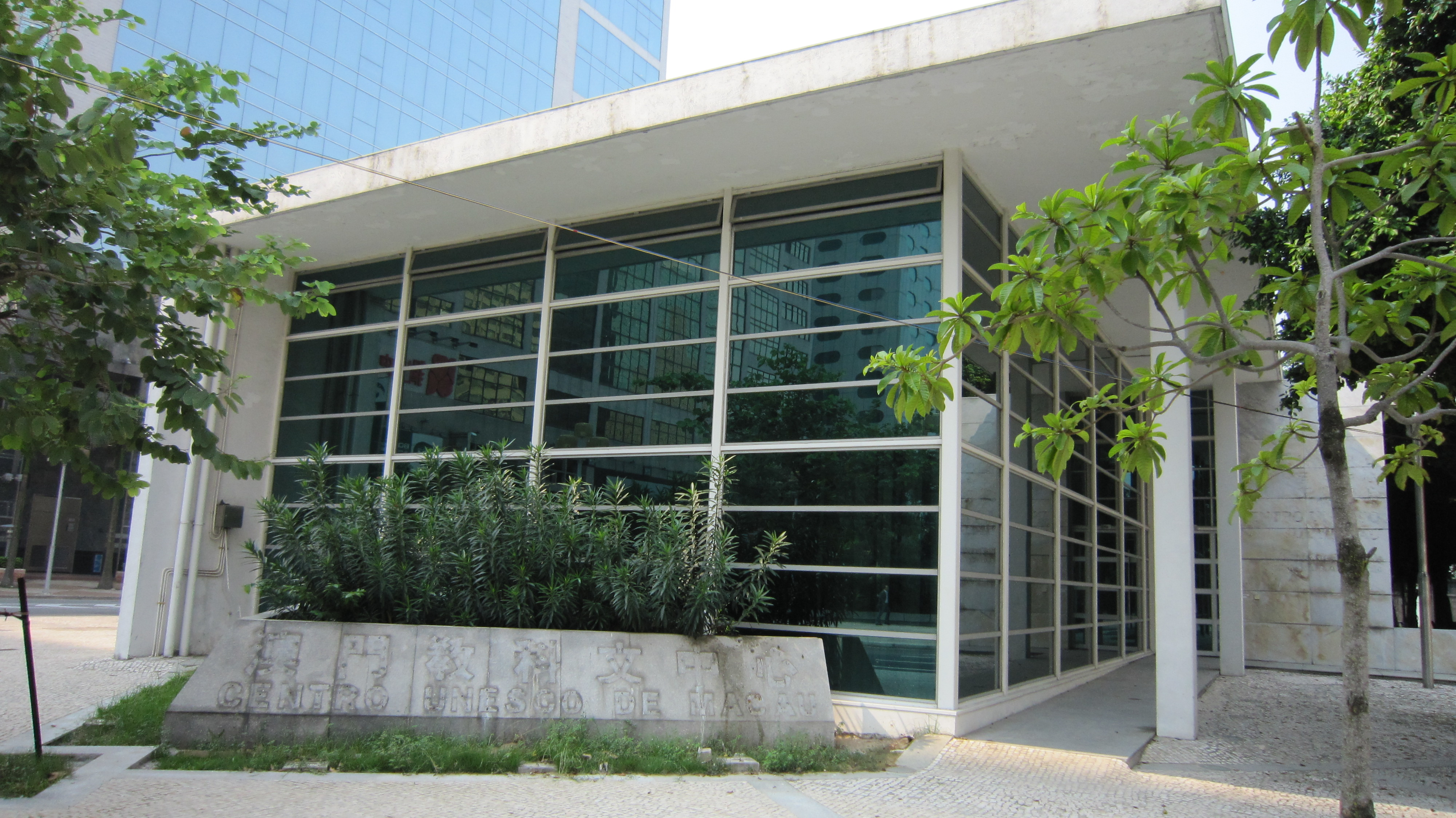
閉館期間的教科文中心

澳門於1995年10月25日加入聯合國教科文組織，成為該組織的準會員。澳門基金會於1998年6月29日設立澳門教科文中心（葡萄牙語：Centro UNESCO de Macau），這個非牟利機構旨在推動教育、科學、文藝在澳門的發展外，也冀望實現聯合國教科文組織及澳門基金會的宗旨；澳門基金會於同日在新口岸新填海區宋玉生廣場403至439號的建築物作為該中心的館址，名為「澳門教科文中心（Centro UNESCO de Macau）」；建築物由澳門總督韋奇立將軍主持開幕儀式。
澳門基金會行政委員會主席吳榮恪於2008年12月16日表示於翌年把澳門教科文中心重建為一座展覽中心；該建築物於翌年元旦起閉館，而澳門教科文中心的辦公室也於同日遷往亞美打利庇盧大馬路39號廣場7樓繼續辦公。雖然澳門教科文中心重建工程按計劃於2009年第四季動工，以及澳門行政長官何厚鏵也批示了這項工程約5,000萬澳門元的承攬費用，最終重建工程遭到擱置，並且於2012年12月15日重新開放。

## 設施
於1998年6月29日啟用的澳門教科文中心樓高兩層，總面積約680平方米；地面的一層設有一個的展覽廳以及可容納150人的多功能廳，其面積分別為132平方米及140平方米；樓上的一層則設有藏有聯合國教科文組織及其它刊物的圖書館以及數台電腦的國際互聯網咖啡廊，其總面積為122平方米。
澳門教科文中心重建計劃中的新大樓為一座樓高三層的建築物，設有展覽廳、多功能廳、綜合圖書館等文娛設施，但最終被擱置。

## 資料來源
1. ↑  . 聯合國教科文組織官方網頁.   [2012年3月16日]. （原始内容存档于2012年10月23日） （英语）.
2. 1 2  . 澳門教科文中心官方網站.   [2012年3月16日]. （原始内容存档于2012年5月23日） （中文（繁體））.
3. ↑  . 澳門教科文中心官方網站.   [2012年3月16日]. （原始内容存档于2010年6月13日） （中文（繁體））.
4. ↑  . 澳門教科文中心官方網站.   [2012年3月16日]. （原始内容存档于2010年6月13日） （中文（繁體））.
5. ↑  . 華僑報. 2008年12月17日 （中文（繁體））.
6. 1 2  . 澳門日報. 2009年4月16日 （中文（繁體））.
7. ↑   (PDF). 澳門政府公報. 2009年12月17日, (50)  [2012年3月17日]. （原始内容存档 (PDF)于2015年6月3日）.
8. 1 2  . 澳門教科文中心官方網站. 2010年7月8日  [2012年3月16日]. （原始内容存档于2010年6月13日） （中文（繁體））.
9. ↑  . 澳門教科文中心官方網站. 2010年7月8日  [2012年3月16日]. （原始内容存档于2010年6月13日） （中文（繁體））.
10. ↑  . 澳門教科文中心官方網站. 2010年7月8日  [2012年3月16日]. （原始内容存档于2010年6月13日） （中文（繁體））.
11. ↑  . 澳門教科文中心官方網站. 2010年7月8日  [2012年3月16日]. （原始内容存档于2010年6月16日） （中文（繁體））.
12. ↑  . 澳門教科文中心官方網站. 2010年7月8日  [2012年3月16日]. （原始内容存档于2010年6月13日） （中文（繁體））.
13. ↑  . 澳門教科文中心官方網站. 2010年7月8日  [2012年3月16日]. （原始内容存档于2010年6月13日） （中文（繁體））.

## 外部連結
- 澳門教科文中心 （页面存档备份，存于）